# Viking Fotballklubb 2018
Questa voce raccoglie le informazioni riguardanti il Viking Fotballklubb nelle competizioni ufficiali della stagione 2018.

## Stagione
A seguito del 16º posto arrivato nell'Eliteserien 2017 ed alla conseguente retrocessione, nella stagione 2018 il Viking partecipa alla 1. divisjon ed al Norgesmesterskapet. Il 19 dicembre 2017, Bjarne Berntsen è stato presentato come nuovo allenatore, avvalendosi della collaborazione di Bjarte Lunde Aarsheim come suo assistente. Il 20 dicembre sono stati compilati i calendari per la 1. divisjon: alla 1ª giornata, il Viking gioca in trasferta col Kongsvinger, al Gjemselund Stadion.

## Rosa
| N. |                      | Ruolo | Calciatore              |
| -- | -------------------- | ----- | ----------------------- |
| 1  | Norvegia (bandiera)  | P     | Iven Austbø             |
| 2  | Norvegia (bandiera)  | D     | Rasmus Martinsen        |
| 3  | Norvegia (bandiera)  | D     | Viljar Vevatne          |
| 4  | Norvegia (bandiera)  | D     | Tord Johnsen Salte      |
| 5  | Norvegia (bandiera)  | D     | Markus Nakkim           |
| 6  | Norvegia (bandiera)  | D     | Leo Skiri Østigård      |
| 7  | Norvegia (bandiera)  | C     | Zymer Bytyqi            |
| 8  | Nigeria (bandiera)   | A     | Aniekpeno Udoh          |
| 9  | Norvegia (bandiera)  | C     | Fredrik Torsteinbø      |
| 10 | Norvegia (bandiera)  | A     | Tommy Høiland           |
| 11 | Norvegia (bandiera)  | C     | Zlatko Tripić           |
| 12 | Norvegia (bandiera)  | P     | Erik-Johannes Arnebrott |
| 14 | Norvegia (bandiera)  | D     | André Danielsen         |
| 15 | Norvegia (bandiera)  | P     | Amund Wichne            |
| 17 | Danimarca (bandiera) | C     | Steffen Ernemann        |
| 18 | Norvegia (bandiera)  | D     | Julian Ryerson          |

| N. |                        | Ruolo | Calciatore           |
| -- | ---------------------- | ----- | -------------------- |
| 19 | Norvegia (bandiera)    | D     | Kristian Novak       |
| 20 | Norvegia (bandiera)    | A     | Ylldren Ibrahimaj    |
| 21 | Inghilterra (bandiera) | C     | Jordan Hallam        |
| 22 | Danimarca (bandiera)   | D     | Claes Kronberg       |
| 23 | Norvegia (bandiera)    | D     | Rolf Daniel Vikstøl  |
| 25 | Nigeria (bandiera)     | C     | Usman Sale           |
| 26 | Norvegia (bandiera)    | C     | Tore André Sørås     |
| 28 | Norvegia (bandiera)    | C     | Kristian Thorstvedt  |
| 30 | Norvegia (bandiera)    | C     | Stian Michalsen      |
| 42 | Norvegia (bandiera)    | A     | Jonas Pereira        |
| 45 | Norvegia (bandiera)    | D     | Adrian Pereira       |
| –– | Islanda (bandiera)     | D     | Axel Óskar Andrésson |
| –– | Norvegia (bandiera)    | D     | Sondre Bjørshol      |
| –– | Norvegia (bandiera)    | C     | Johnny Furdal        |
| –– | Norvegia (bandiera)    | A     | Even Østensen        |

## Calciomercato

### Sessione invernale(dal 12/01 al 04/04)
| Arrivi           | Arrivi              | Arrivi          | Arrivi        |
| R.               | Nome                | da              | Modalità      |
| ---------------- | ------------------- | --------------- | ------------- |
| D                | Tord Johnsen Salte  | Olympique Lione | prestito      |
| D                | Markus Nakkim       | Vålerenga       | prestito      |
| D                | Leo Skiri Østigård  | Molde           | prestito      |
| D                | Viljar Vevatne      |                 | svincolato    |
| D                | Rolf Daniel Vikstøl | Start           | definitivo    |
| C                | Jordan Hallam       | Sheffield Utd   | prestito      |
| C                | Kristian Thorstvedt | Stabæk          | definitivo    |
| A                | Zlatko Tripić       |                 | svincolato    |
| Altre operazioni |                     |                 |               |
| R.               | Nome                | da              | Modalità      |
| C                | Herman Kleppa       | Vidar           | fine prestito |

| Partenze | Partenze          | Partenze    | Partenze   |
| R.       | Nome              | a           | Modalità   |
| -------- | ----------------- | ----------- | ---------- |
| D        | José Cruz         |             | svincolato |
| D        | Šime Gregov       |             | svincolato |
| D        | Kristoffer Haugen | Molde       | definitivo |
| D        | Andreas Nordvik   |             | svincolato |
| C        | Tor André Aasheim | Jerv        | definitivo |
| C        | Ross Jenkins      |             | svincolato |
| C        | Herman Kleppa     | Sandnes Ulf | definitivo |
| A        | Mathias Bringaker | Start       | definitivo |
| A        | Ghislain Guessan  |             | svincolato |

### Sessione estiva(dal 19/07 al 15/08)
| Arrivi | Arrivi               | Arrivi     | Arrivi     |
| R.     | Nome                 | da         | Modalità   |
| ------ | -------------------- | ---------- | ---------- |
| D      | Axel Óskar Andrésson | Reading    | prestito   |
| D      | Sondre Bjørshol      | Åsane      | definitivo |
| C      | Johnny Furdal        | Nest-Sotra | definitivo |
| A      | Ylldren Ibrahimaj    | Mjøndalen  | definitivo |
| A      | Even Østensen        | Staal      | definitivo |

| Partenze | Partenze           | Partenze      | Partenze      |
| R.       | Nome               | a             | Modalità      |
| -------- | ------------------ | ------------- | ------------- |
| D        | Julian Ryerson     | Union Berlino | definitivo    |
| D        | Leo Skiri Østigård | Molde         | fine prestito |

## Risultati

### 1. divisjon

#### Girone di andata
| Arbitro: | Jonsson Trædal (Oslo) |

|  |           |                        |
|  | Marcatori | 6’ Høiland 50’ Vevatne |

| Arbitro: | Hansen (Oslo) |

|  |           |                         |
|  | Marcatori | 8’ Hansen 73’ Gundersen |

## Statistiche

### Statistiche di squadra
| Competizione       | Punti | In casa | In casa | In casa | In casa | In casa | In casa | In trasferta | In trasferta | In trasferta | In trasferta | In trasferta | In trasferta | Totale | Totale | Totale | Totale | Totale | Totale | DR |
| Competizione       | Punti | G       | V       | N       | P       | Gf      | Gs      | G            | V            | N            | P            | Gf           | Gs           | G      | V      | N      | P      | Gf     | Gs     | DR |
| ------------------ | ----- | ------- | ------- | ------- | ------- | ------- | ------- | ------------ | ------------ | ------------ | ------------ | ------------ | ------------ | ------ | ------ | ------ | ------ | ------ | ------ | -- |
| 1. divisjon        | 0     | 0       | 0       | 0       | 0       | 0       | 0       | 0            | 0            | 0            | 0            | 0            | 0            | 0      | 0      | 0      | 0      | 0      | 0      | 0  |
| Norgesmesterskapet | -     | 0       | 0       | 0       | 0       | 0       | 0       | 0            | 0            | 0            | 0            | 0            | 0            | 0      | 0      | 0      | 0      | 0      | 0      | 0  |
| Totale             | -     | 0       | 0       | 0       | 0       | 0       | 0       | 0            | 0            | 0            | 0            | 0            | 0            | 0      | 0      | 0      | 0      | 0      | 0      | 0  |

### Andamento in campionato
| Giornata  | 1 | 2 | 3 | 4 | 5 | 6 | 7 | 8 | 9 | 10 | 11 | 12 | 13 | 14 | 15 | 16 | 17 | 18 | 19 | 20 | 21 | 22 | 23 | 24 | 25 | 26 | 27 | 28 | 29 | 30 |
| --------- | - | - | - | - | - | - | - | - | - | -- | -- | -- | -- | -- | -- | -- | -- | -- | -- | -- | -- | -- | -- | -- | -- | -- | -- | -- | -- | -- |
| Luogo     | T | C | T | C | T | C | T | C | C | T  | C  | T  | T  | C  | T  | C  | T  | C  | T  | C  | T  | C  | T  | C  | T  | C  | T  | C  | T  | C  |
| Risultato | V | P |   |   |   |   |   |   |   |    |    |    |    |    |    |    |    |    |    |    |    |    |    |    |    |    |    |    |    |    |
| Posizione |   |   |   |   |   |   |   |   |   |    |    |    |    |    |    |    |    |    |    |    |    |    |    |    |    |    |    |    |    |    |

Fonte:  OBOS-ligaen 2018, su altomfotball.no, Altomfotball. URL consultato l'8 gennaio 2018 (archiviato dall'url originale il 12 gennaio 2018).
Legenda:

Luogo: C = Casa; T = Trasferta. Risultato: V = Vittoria; N = Pareggio; P = Sconfitta.

### Statistiche dei giocatori
| Giocatore         | 1. divisjon | 1. divisjon | 1. divisjon | 1. divisjon | Norgesmesterskapet | Norgesmesterskapet | Norgesmesterskapet | Norgesmesterskapet | Coppe europee | Coppe europee | Coppe europee | Coppe europee | Altre coppe | Altre coppe | Altre coppe | Altre coppe | Totale   | Totale | Totale      | Totale     |
| Giocatore         | Presenze    | Reti        | Ammonizioni | Espulsioni  | Presenze           | Reti               | Ammonizioni        | Espulsioni         | Presenze      | Reti          | Ammonizioni   | Espulsioni    | Presenze    | Reti        | Ammonizioni | Espulsioni  | Presenze | Reti   | Ammonizioni | Espulsioni |
| ----------------- | ----------- | ----------- | ----------- | ----------- | ------------------ | ------------------ | ------------------ | ------------------ | ------------- | ------------- | ------------- | ------------- | ----------- | ----------- | ----------- | ----------- | -------- | ------ | ----------- | ---------- |
| A. Andrésson      | 0           | 0           | 0           | 0           | -                  | -                  | -                  | -                  |               |               |               |               |             |             |             |             | 0        | 0      | 0           | 0          |
| I. Austbø         | 0           | -0          | 0           | 0           | 0                  | -0                 | 0                  | 0                  |               |               |               |               |             |             |             |             | 0        | 0      | 0           | 0          |
| S. Bjørshol       | 0           | 0           | 0           | 0           | -                  | -                  | -                  | -                  |               |               |               |               |             |             |             |             | 0        | 0      | 0           | 0          |
| Z. Bytyqi         | 0           | 0           | 0           | 0           | 0                  | 0                  | 0                  | 0                  |               |               |               |               |             |             |             |             | 0        | 0      | 0           | 0          |
| A. Danielsen      | 0           | 0           | 0           | 0           | 0                  | 0                  | 0                  | 0                  |               |               |               |               |             |             |             |             | 0        | 0      | 0           | 0          |
| S. Ernemann       | 0           | 0           | 0           | 0           | 0                  | 0                  | 0                  | 0                  |               |               |               |               |             |             |             |             | 0        | 0      | 0           | 0          |
| J. Furdal         | 0           | 0           | 0           | 0           | -                  | -                  | -                  | -                  |               |               |               |               |             |             |             |             | 0        | 0      | 0           | 0          |
| J. Hallam         | 0           | 0           | 0           | 0           | 0                  | 0                  | 0                  | 0                  |               |               |               |               |             |             |             |             | 0        | 0      | 0           | 0          |
| M. Haukås         | 0           | 0           | 0           | 0           | 0                  | 0                  | 0                  | 0                  |               |               |               |               |             |             |             |             | 0        | 0      | 0           | 0          |
| T. Høiland        | 0           | 0           | 0           | 0           | 0                  | 0                  | 0                  | 0                  |               |               |               |               |             |             |             |             | 0        | 0      | 0           | 0          |
| Y. Ibrahimaj      | 0           | 0           | 0           | 0           | -                  | -                  | -                  | -                  |               |               |               |               |             |             |             |             | 0        | 0      | 0           | 0          |
| T. Johnsen Salte  | 0           | 0           | 0           | 0           | 0                  | 0                  | 0                  | 0                  |               |               |               |               |             |             |             |             | 0        | 0      | 0           | 0          |
| C. Kronberg       | 0           | 0           | 0           | 0           | 0                  | 0                  | 0                  | 0                  |               |               |               |               |             |             |             |             | 0        | 0      | 0           | 0          |
| R. Martinsen      | 0           | 0           | 0           | 0           | 0                  | 0                  | 0                  | 0                  |               |               |               |               |             |             |             |             | 0        | 0      | 0           | 0          |
| S. Michalsen      | 0           | 0           | 0           | 0           | 0                  | 0                  | 0                  | 0                  |               |               |               |               |             |             |             |             | 0        | 0      | 0           | 0          |
| M. Nakkim         | 0           | 0           | 0           | 0           | 0                  | 0                  | 0                  | 0                  |               |               |               |               |             |             |             |             | 0        | 0      | 0           | 0          |
| E. Østensen       | 0           | 0           | 0           | 0           | -                  | -                  | -                  | -                  |               |               |               |               |             |             |             |             | 0        | 0      | 0           | 0          |
| A. Pereira        | 0           | 0           | 0           | 0           | 0                  | 0                  | 0                  | 0                  |               |               |               |               |             |             |             |             | 0        | 0      | 0           | 0          |
| J. Pereira        | 0           | 0           | 0           | 0           | 0                  | 0                  | 0                  | 0                  |               |               |               |               |             |             |             |             | 0        | 0      | 0           | 0          |
| J. Ryerson        | 0           | 0           | 0           | 0           | 0                  | 0                  | 0                  | 0                  |               |               |               |               |             |             |             |             | 0        | 0      | 0           | 0          |
| U. Sale           | 0           | 0           | 0           | 0           | 0                  | 0                  | 0                  | 0                  |               |               |               |               |             |             |             |             | 0        | 0      | 0           | 0          |
| L. Skiri Østigård | 0           | 0           | 0           | 0           | 0                  | 0                  | 0                  | 0                  |               |               |               |               |             |             |             |             | 0        | 0      | 0           | 0          |
| F. Torsteinbø     | 0           | 0           | 0           | 0           | 0                  | 0                  | 0                  | 0                  |               |               |               |               |             |             |             |             | 0        | 0      | 0           | 0          |
| T. Sørås          | 0           | 0           | 0           | 0           | 0                  | 0                  | 0                  | 0                  |               |               |               |               |             |             |             |             | 0        | 0      | 0           | 0          |
| K. Thorstvedt     | 0           | 0           | 0           | 0           | 0                  | 0                  | 0                  | 0                  |               |               |               |               |             |             |             |             | 0        | 0      | 0           | 0          |
| Z. Tripić         | 0           | 0           | 0           | 0           | 0                  | 0                  | 0                  | 0                  |               |               |               |               |             |             |             |             | 0        | 0      | 0           | 0          |
| A. Udoh           | 0           | 0           | 0           | 0           | 0                  | 0                  | 0                  | 0                  |               |               |               |               |             |             |             |             | 0        | 0      | 0           | 0          |
| V. Vevatne        | 0           | 0           | 0           | 0           | 0                  | 0                  | 0                  | 0                  |               |               |               |               |             |             |             |             | 0        | 0      | 0           | 0          |
| R. Vikstøl        | 0           | 0           | 0           | 0           | 0                  | 0                  | 0                  | 0                  |               |               |               |               |             |             |             |             | 0        | 0      | 0           | 0          |
| A. Wichne         | 0           | -0          | 0           | 0           | 0                  | -0                 | 0                  | 0                  |               |               |               |               |             |             |             |             | 0        | 0      | 0           | 0          |